# Katogo
Katogo  è una città e sottoprefettura della Costa d'Avorio appartenente al dipartimento di M'Bengué. Conta una popolazione di 14 862 abitanti (censimento 2014).